# (7586) Bismarck
(7586) Bismarck (1991 RH7) – planetoida z grupy pasa głównego asteroid okrążająca Słońce w ciągu 4,65 lat w średniej odległości 2,78 j.a. Odkryta 13 września 1991 roku.